# 伊德庫

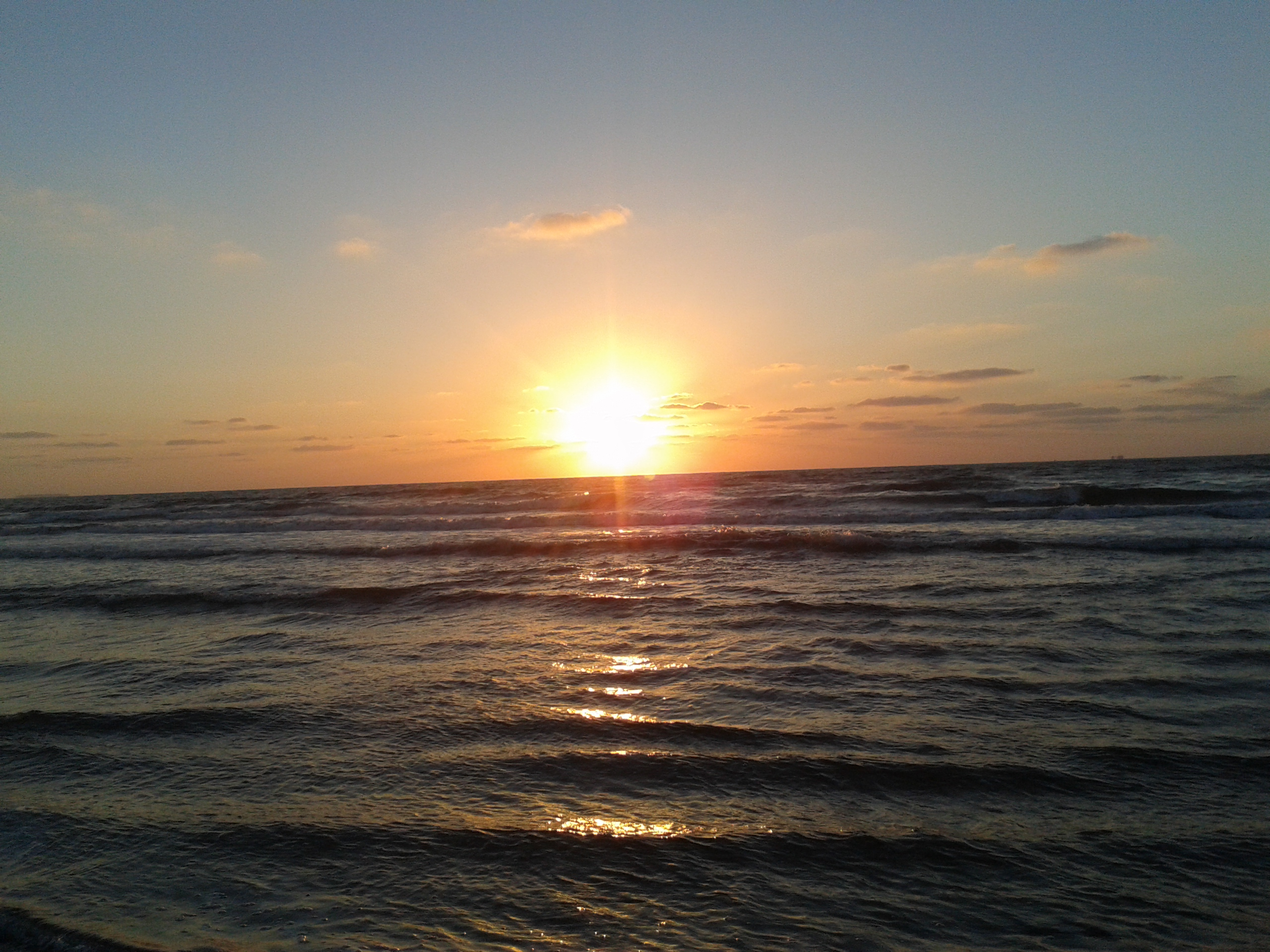
伊德庫的海灘

伊德庫是埃及的城鎮，由布海拉省負責管轄，位於該國北部，距離亞歷山大港30公里，該地區出產天然氣和石油，是重要的紡織業中心，2005年人口105,875。
31°18′N 30°18′E / 31.300°N 30.300°E